# Krzysztof Grzegorek
Krzysztof Grzegorek (Łuczywno, 15 settembre 1946) è un ex schermidore polacco, vincitore di una medaglia d'argento ed una di bronzo ai campionati mondiali di scherma.